# Ukrajinśke słowo
Ukrajinśke słowo (ukr. Українське слово) – kolaboracyjne pismo w okupowanym Stanisławowie podczas II wojny światowej
Gazeta zaczęła wychodzić w okupowanym Stanisławowie 22 lipca 1941 r. z inicjatywy frakcji „melnykowskiej” Organizacji Ukraińskich Nacjonalistów (OUN). Ukazywała się każdego dnia po ukraińsku i niemiecku. Funkcję redaktora naczelnego pełnił W. Huculak, a następnie Dmytro Gregołynski. Pismo głosiło hasła odrodzenia niezawisłej Ukrainy, dlatego w czerwcu 1942 r. zostało zamknięte przez Niemców.